# Acadèmia Alemanya de la Llengua i la Poesia
L'Acadèmia Alemanya de la Llengua i la poesia (en alemany: Deutsche Akademie für Sprache und Dichtung) també coneguda pel seu acrònim DASD és una institució alemanya que uneix escriptors i erudits amb la missió de preservar, difondre i promoure la llengua i literatura en alemany.
Fundada a la Paulskirche de Frankfurt el 28 d'agost de 1949, en ocasió del 200 aniversari del naixement de Johann Wolfgang von Goethe, té la seva seu a Darmstadt.

## Premis atorgats
Destaca especialment per atorgar el Premi Georg Büchner a autors que destaquin en el camp de la literatura alemanya, així com el Premi Johann-Heinrich-Voß de traducció, el Premi Friedrich-Gundolf de cultura alemanya a l'estranger, el Premi Johann-Heinrich-Merck de crítica i assaig literari i el Premi Sigmund-Freudper textos acadèmics.

## Membres destacats
- Volker Braun[6]
- Carl Dahlhaus[6]
- Adolf Endler[6]
- Péter Esterházy[6]
- Hermann Kasack[6]
- Thomas Kling[6]
- Karl Krolow[6]
- Herta Müller[6]
- Wolfgang Rihm[6]
- Oda Schaefer[6]
- Hans Heinz Stuckenschmidt[6]
- Martin Walser[6]